# Dorfkirche Groß Welle

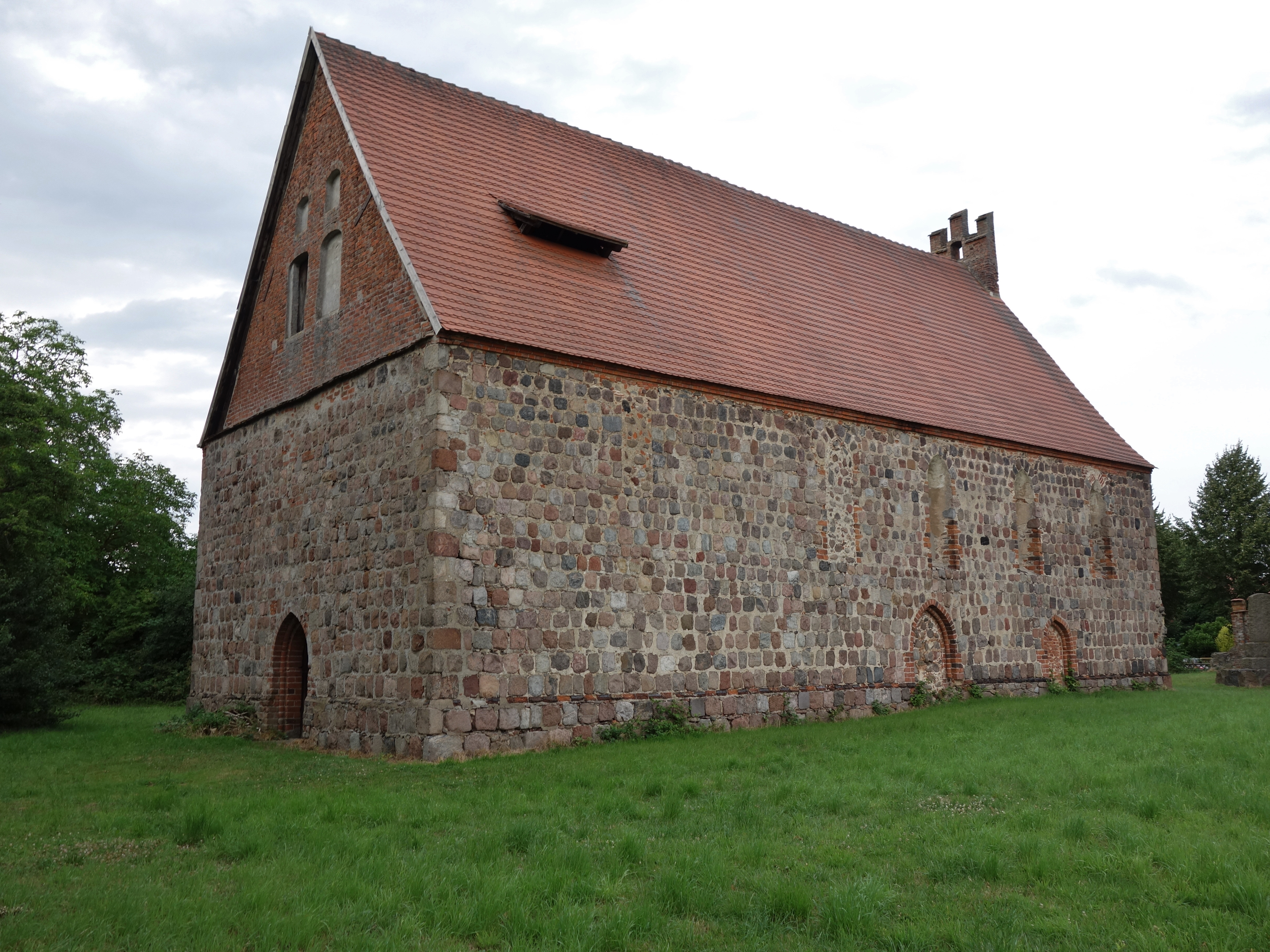
Dorfkirche Groß Welle

Ostseite

Kanzelaltar

Sakramentsnische

Die evangelische Dorfkirche Groß Welle ist eine gotische Saalkirche im Ortsteil Groß Welle von Gumtow im Landkreis Prignitz in Brandenburg. Sie gehört zum Pfarrsprengel Lindenberg-Buchholz im Evangelischen Kirchenkreis Prignitz der Evangelischen Kirche Berlin-Brandenburg-schlesische Oberlausitz.

## Geschichte und Architektur
Die Kirche ist ein sehr schlichter, gut erhaltener frühgotischer Feldsteinquaderbau aus dem dritten Viertel des 13. Jahrhunderts. Das Dachwerk wurde dendrochronologisch auf 1622 (d) datiert, der schiffsbreite Westturm ist nicht ausgebaut. Ein hier ursprünglich vorhandenes Fachwerkoberteil wurde in der Neuzeit durch einen Backsteingiebel ersetzt. Ein umlaufender Sockel ist mit glasierten Formsteinen verziert. An der Nord- und Südseite sind einander gegenüberliegende Portale zu finden, dazu ein Westportal und eine südliche Priesterpforte, alle mit einem starken Rundstabprofil aus Backstein. In der Nord- und Südwand sind je vier originale Spitzbogenfenster angeordnet, auf der Ostseite drei pyramidal angeordnete Lanzettfenster, darüber zwei Spitzbogenblenden und Blendenkreuz; der Westgiebel wurde in Backstein ersetzt. Die nordöstliche Sakristei  wurde später abgebrochen.
Das Schiff war ursprünglich mit einem hölzernen Tonnengewölbe geschlossen, dessen Profil vom Dachboden aus zu erkennen ist. Weiterhin ist die ornamentale, im Putz vorgeritzte Rahmung der Ostfenster noch erkennbar, die zum Teil rot gefasst ist. Die Ostfenster sind innen einfasst von einer großen halbkreisförmigen Blende mit Rundstabprofil, die durch die nachträglich eingezogene Holzdecke überschnitten ist. Die Turmhalle ist tonnengewölbt, die Rundbogenöffnung zum Schiff wurde vermauert.
Im Jahr 1992 wurden Dach und Fassade instand gesetzt. In der Friedhofsmauer befindet sich ein zinnenbekröntes spätgotisches Backsteinportal.

## Ausstattung
Der Kanzelaltar von 1736 wurde wahrscheinlich von Heinrich Johann Schultz aus Havelberg geschaffen und ist mit einem Gemälde des Abendmahls versehen, in den Gebälkverkröpfungen sind zwei Wappen eingepasst. Die Orgelempore stammt aus dem Jahr 1710. Eine Sakramentsnische mit Tür ist aus dem Mittelalter erhalten; daran wurden spätmittelalterliche Malereifragmente freigelegt, die möglicherweise die Heilige Maria Magdalena darstellen.
Die Orgel ist ein Werk von Wilhelm Remler aus dem Jahr 1884.